# 圣伯拉修门 (莱切)

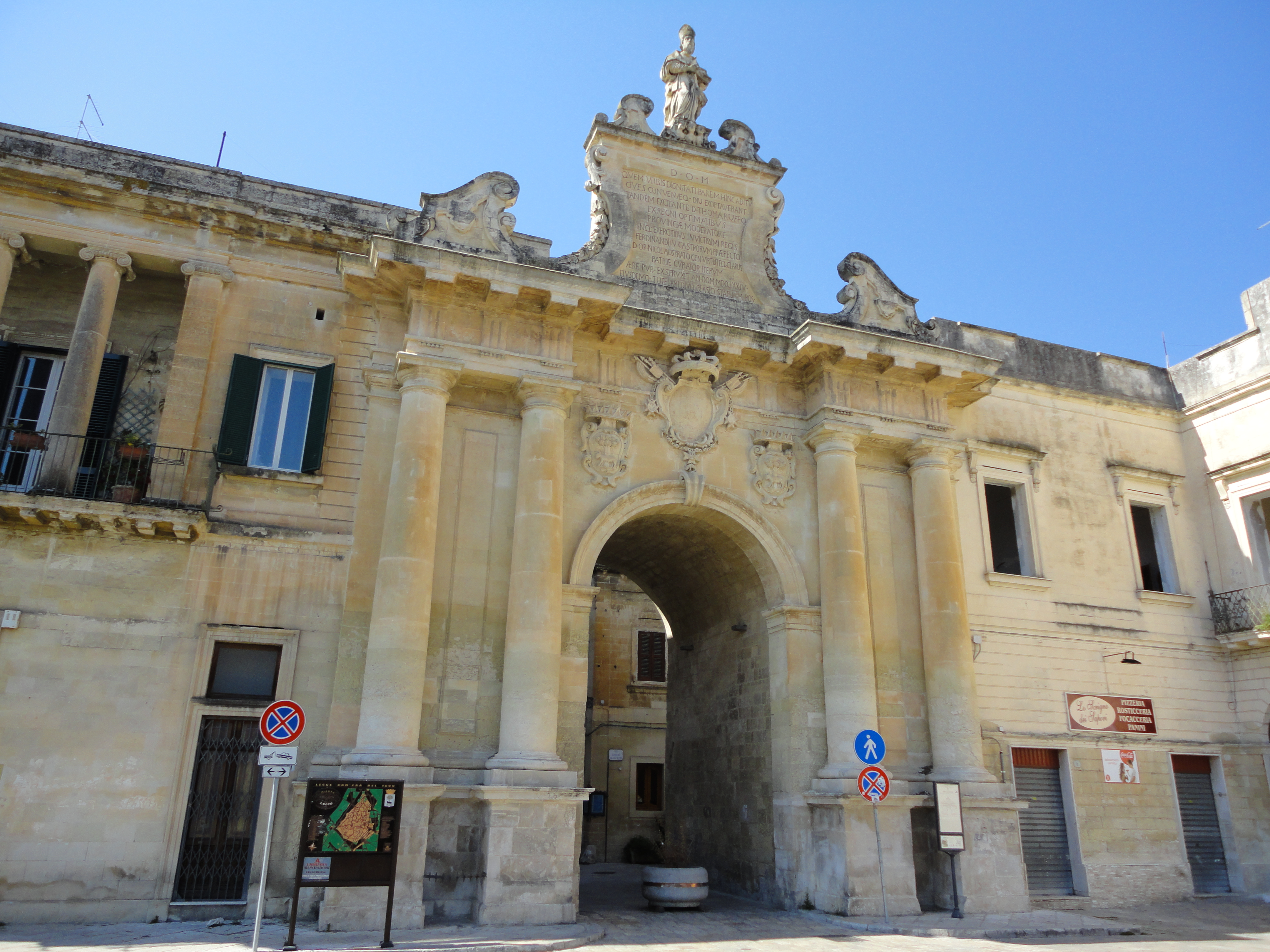
圣伯拉修门

圣伯拉修门（Porta San Biagio）是莱切古城的南门，该城的三座城门之一，得名于4世纪亚美尼亚Sebaste城主教圣伯拉修。位于意大利广场（piazza d'Italia）。
圣伯拉修门建立在查理五世所建的旧城门的地点，1774年在奥特朗托省长托马索·鲁福下令重建，高17.3米。